# 新四军第4师
新四军第4师，全称国民革命军新编第四军第四师，皖南事变后，1941年2月由八路军第4纵队编成，师长兼政治委员彭雪枫，参谋长张震，政治部主任萧望东。辖第10、第11、第12旅和萧县独立旅，共1.5万余人。

## 概述

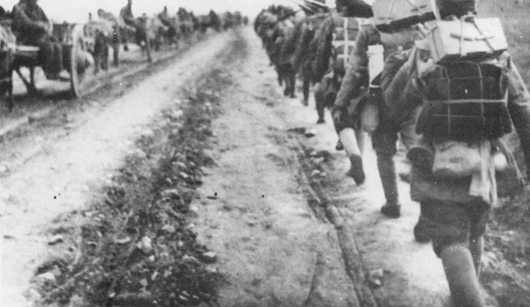
新四军第4师兼淮北军区在1945年5月下旬起发起宿南战役。

1941年2月由八路军第4纵队编成。同年春，遭受中华民国国军共9个师14万余人进攻，第4师被迫进行自卫反击。由于众寡悬殊，第4师于5月30日退出豫皖苏边抗日根据地，转移到津浦路东的皖东北地区。6月，撤销第12旅，并将各旅的骑兵集中编为师骑兵团。7月，邓子恢任政治委员。9月，第10旅调归第3师建制，第3师第9旅调归第4师建制。1942年7月，吴芝圃任政治部主任。11月，粉碎了日伪军6000余人的大扫荡，歼日伪军700余人，拔除了青阳、马公店等据点。同月，第4师师部兼淮北军区机关。1943年3月，第4师主力在新四军第2师、新四军第3师一部配合下，在江苏泗阳县山子头地区的自卫反击战中，俘国民党江苏省主席兼鲁苏战区副总司令韩德勤以下千余人。
1944年春，对日伪军开展攻势作战，歼灭日伪军1800余人。7月，又歼灭日伪军800余人。8月，主力向津浦路西敌后挺进，在第3师第7旅的配合下，歼敌1.3万余入，拔除据点36处，恢复了豫皖苏边抗日根据地。9月，彭雪枫牺牲，张爱萍任师长，韦国清任副师长。1945年春，发动攻势作战，攻克据点20余处，歼日伪军4900余人。7月，取得睢宁战役胜利，歼伪军2200余人。同月，重建了第12旅。8月中旬，相继攻克永城县、泗县县、五河县、萧县、灵璧县等县城及徐州之曹村、大许家、曹八集等车站，歼伪军4000余人，并争取了伪第18师4000余人反正。随后，部队进行了新的编组，第9旅北上鲁南，编入津浦前线野战军第2纵队，第11、第12旅编入华中野战军第9纵队。新四军第4师在抗日战争中，共歼敌6万余人，部队发展到3.2万余人，组建地方武装2.3万余人。

## 最初编制
- 师长兼政治委员彭雪枫，参谋长张震，政治部主任萧望东。辖第10、第11、第12旅和萧县独立旅。
  - 第10旅旅长刘震，政委康志强；
  - 第11旅旅长滕海清，政委孔石泉。
  - 第12旅旅长谭友林，政委赖毅。

## 军政委员会
新四军第4师军政委员会，是中国共产党在新四军第4师的集体领导机构。1941年4月30日，经中共中央军事委员会批准，在新四军第4师设立军政委员会，由彭雪枫、张震、萧望东、岳夏、赖毅5人组成，彭雪枫任书记。1941年8月7日，改由邓子恢任书记。1942年10月，萧望东调新四军第2师工作，增补吴芝圃为军政委员会委员。1944年9月11日彭雪枫牺牲，增补张爱萍为军政委员会委员。抗日战争胜利后撤销。